# Compendex
Compendex (de l’anglais: Computer Engineering Index), aussi connu sous le vocable EI Compendex, est une base de données bibliographiques regroupant la littérature relative à l'ingénierie.  La base est gérée et mise à jour par Engineering Information.  
Le contenu de la base de données remonte à 1969, mais on y retrouve aussi le contenu de Engineering Index dont l’origine remonte à 1884.  La base dépouille plus de 5 600 périodiques scientifiques, des actes de conférences et des monographies.  Au début de l’année 2009, la base contenait plus de 10 millions de références bibliographiques.  La mise à jour est hebdomadaire.  Compendex est la base de données de référence pour tous les domaines du génie.  
La recherche dans la base de données bénéficie de l’apport d’un vocabulaire contrôlé développé, d’un thésaurus documentaire, d’un vocabulaire non contrôlé et d’un code de classification numérique.